# Improvisation 27
Improvisation 27 (plus connue sous le nom de Jardin d'amour 2) est une peinture à l'huile sur toile réalisée par Vassily Kandinsky en 1912.

## Description
Tout semble indiquer que le thème principal du tableau est le décor biblique du jardin d'Éden, tant par le sous-titre (Jardin d'amour) que par les éléments qui composent l'œuvre,. Au centre de l'image se trouve un grand soleil jaune, d'où émanent des rayons rouges. Autour du soleil, qui est la seule forme clairement reconnaissable, il y a trois couples, un au-dessus du soleil, le deuxième en bas à droite de la toile et le dernier à gauche du soleil. On peut difficilement distinguer le serpent de la tentation, et peut-être un cheval qui broute et un chien qui dort.
Au lieu de montrer des figures humaines et des animaux, Kandinsky se contente de les suggérer. Les ébauches de couples, par exemple, se fondent dans des formes uniques, reflétant la conviction de Kandinsky que l'idée du jardin de l'amour pouvait être exprimée sans représentation explicite du monde physique.
Kandinsky voulait que son art soit capable de communiquer par lui-même, indépendamment des repères naturalistes. Pour lui, les lignes et la couleur sont les fondements de son « langage » visuel, qu'il compare à celui de la musique, qui exprime une émotion pure, libérée de toute représentation. L'intérêt de Kandinsky pour le lien entre l'art et la musique est révélé par les titres de ses peintures, qui décrivent souvent les œuvres comme des formes musicales. Jardin d'amour, par exemple, s'appelle aussi Improvisation 27.

## Histoire
Le Jardin d'amour a été présenté dans plusieurs expositions. Peu de temps après avoir été réalisée, cette œuvre a été incluse dans l'importante exposition Blaue Reiter de la galerie que Herwarth Walden venait d'ouvrir à Berlin, la galerie Der Sturm (la même année 1912), et en 1913, elle était la seule œuvre de Kandinsky à l'Armony Show de New York, où Alfred Stieglitz, en la voyant, l'a rapidement acquise pour sa collection privée. En 1988, le tableau a été acquis par le Metropolitan Museum of Art.